# Thaicharmus guptai
Espèce
Thaicharmus guptai est une espèce de scorpions de la famille des Buthidae.

## Distribution
Cette espèce est endémique du Tripura en Inde. Elle se rencontre dans les Jampui Hills vers Phuldungsei.

## Description
Le mâle holotype mesure 45,66 mm.

## Étymologie
Cette espèce est nommée en l'honneur d'Atul Gupta.

## Publication originale
Mirza, Sanap & Kunte, 2016 : « A new species of the genus Thaicharmus Kovařík, 1995 (Scorpiones: Buthidae) from northeast India. » Euscorpius, no 215, p. 1-11 (texte intégral).